# Майгорове
Ма́йгорове — ландшафтний заказник місцевого значення в Україні. Об'єкт розташований на території Онуфріївського району Кіровоградської області, на північний схід від смт Павлиш. 
Площа 35 га. Статус присвоєно згідно з рішенням Кіровоградської обласної ради № 13 від 26.08.1994 року. Перебуває у віданні ДП «Онуфріївський лісгосп» (Онуфріївське лісництво, кв. 115, вид. 1-5, 13). 
Статус присвоєно для збереження кількох частин лісового масиву (дуб, граб), що зростає на схилах балки. Виявлено угруповання лікарських трав.

## Галерея

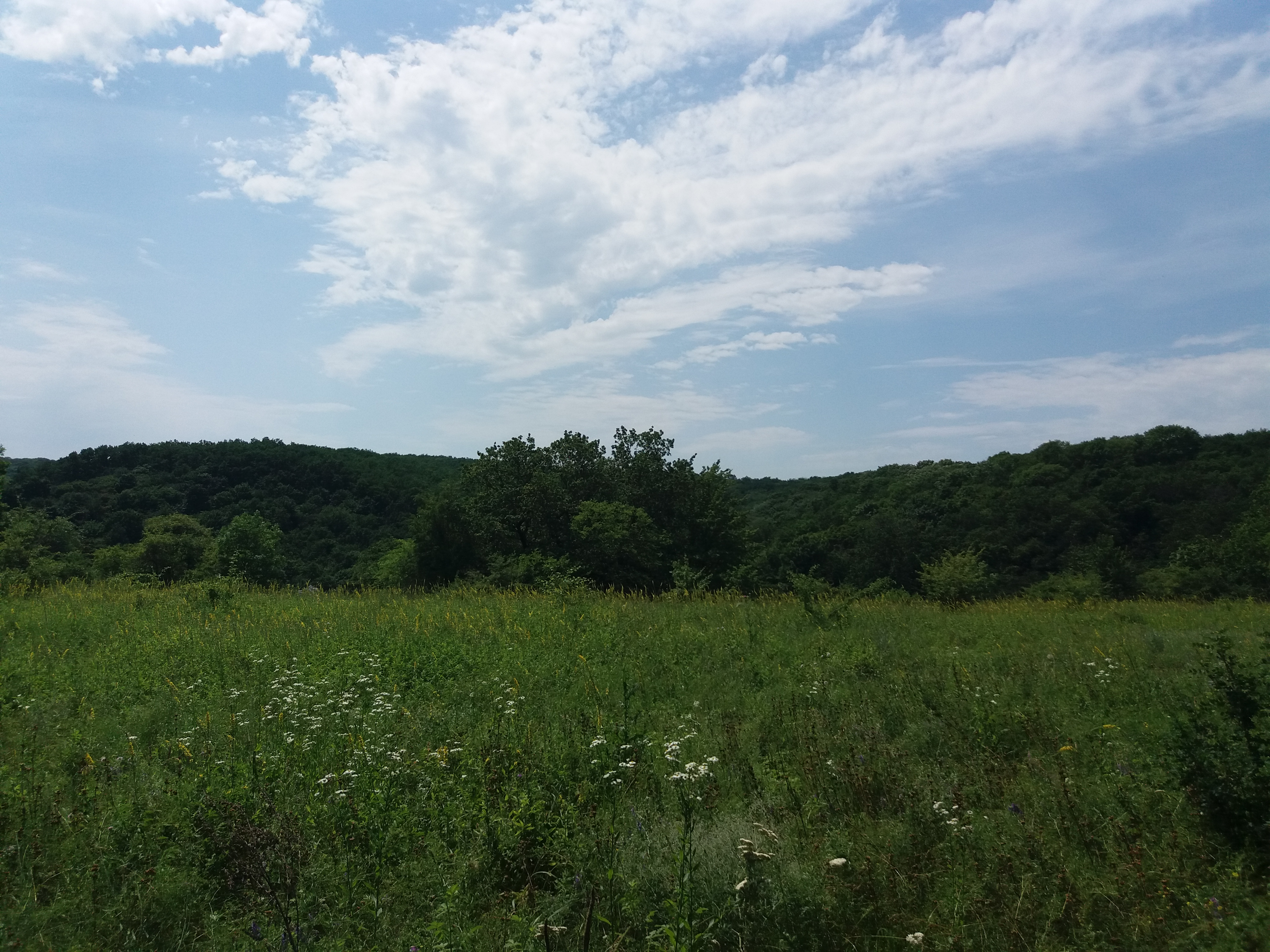
Майгорове в червні
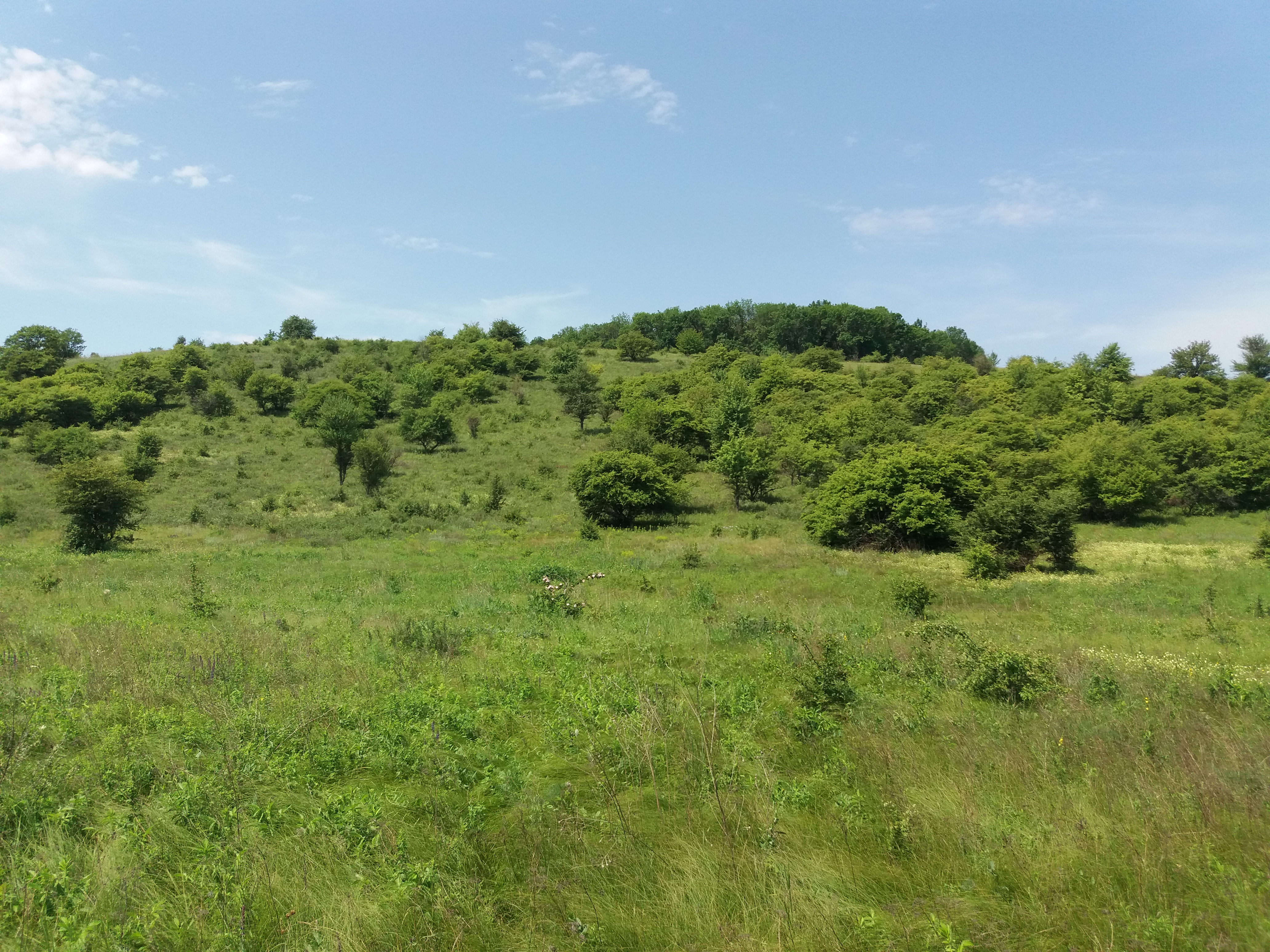
Майгорове в червні
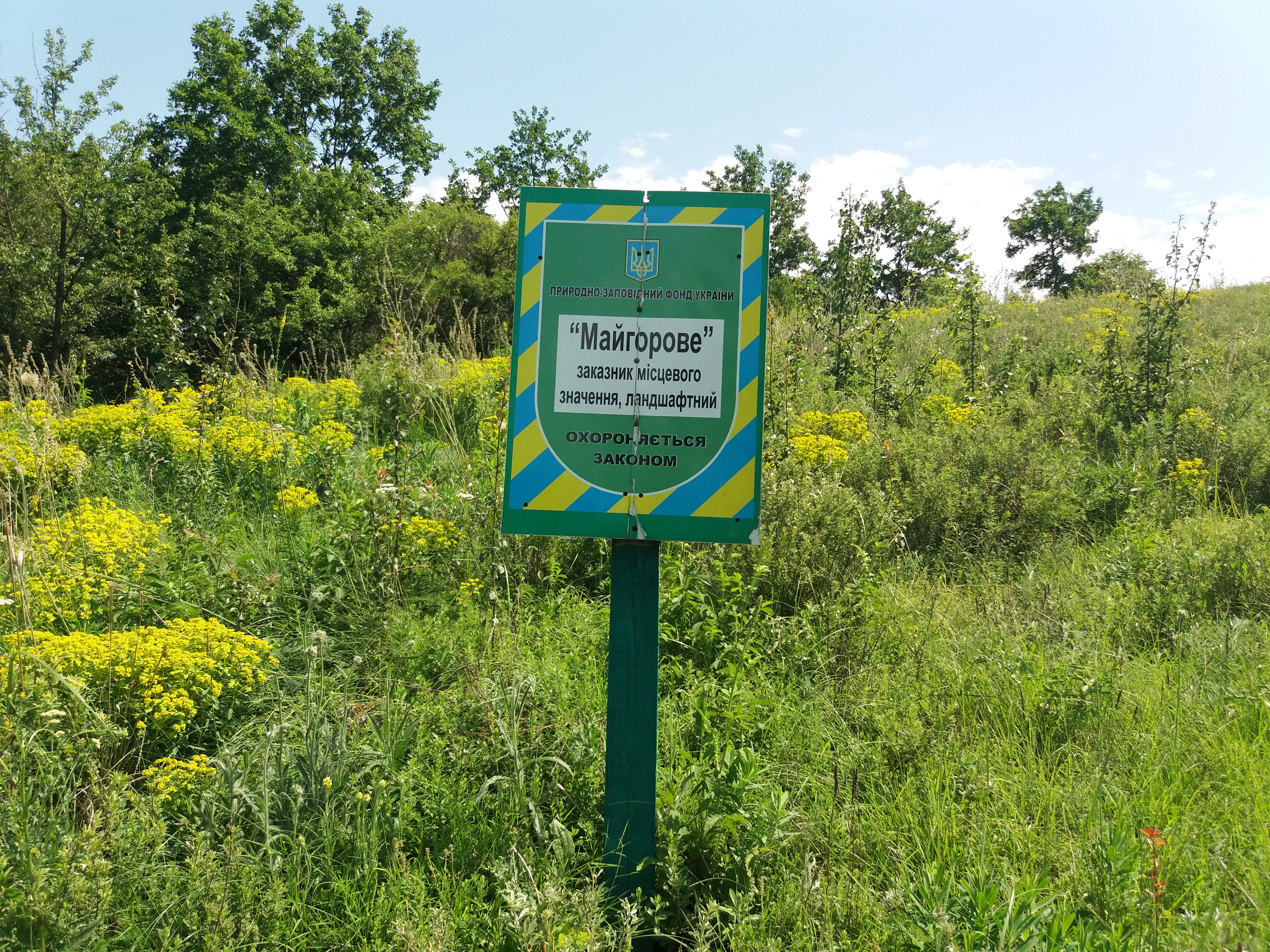
Інформаційна табличка